# Observatoř Siding Spring

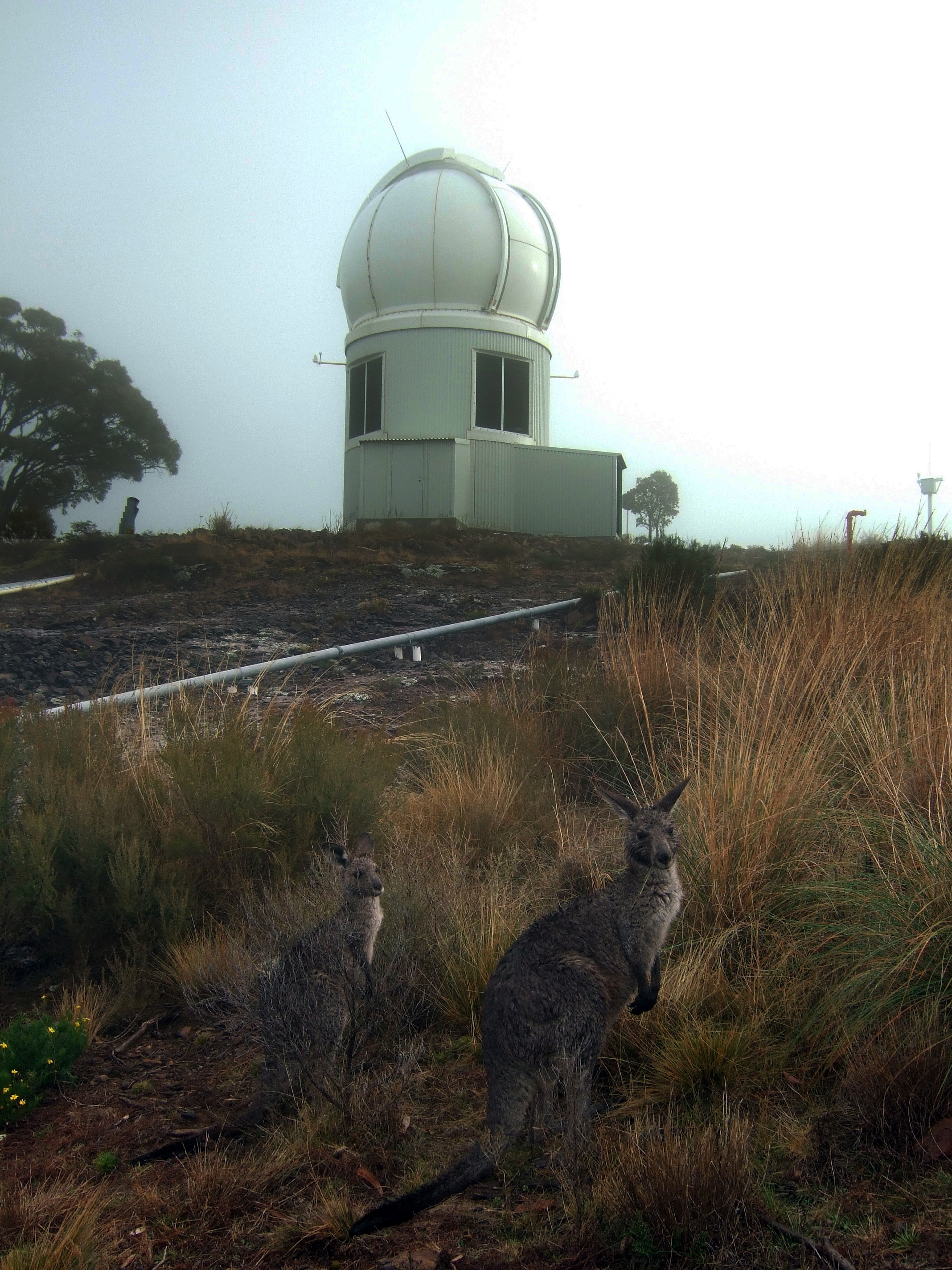
SkyMapper

Observatoř Siding Spring (Siding Spring Observatory) je stanoviště k pozorování jižní oblohy, které se nachází na vrcholu stejnojmenné hory ve výšce 1165 metrů nad mořem. Observatoř leží nedaleko města Coonabarabran v australském státě Nový Jižní Wales a je provozována Australskou národní univerzitou v Canbeře. Byla vybudována v roce 1965, aby nahradila observatoř v Mount Stromlo u Canberry, kde bylo stále větší světelné znečištění.
V lednu 2013 byla observatoř zasažena stepním požárem, personál musel být evakuován, avšak přístroje nebyly vážněji poškozeny.

## Pozorovací zařízení
Na observatoří je umístěno dvanáct dalekohledů, celková hodnota zařízení převyšuje sto milionů amerických dolarů.
- Anglo-Australian Telescope, průměr 3,9 m, v provozu od roku 1975
- UK Schmidt Telescope, průměr 1,24 m
- Faulkes Telescope South, průměr 2 m
- SkyMapper Telescope, průměr 1,3 m, v provozu od roku 2009
- Uppsala Southern Schmidt Telescope, 0,5 m, využíván pro projekt sledování komet Siding Spring Survey

## Významné objevy
- Pulsar Vela (1977)
- kometa C/2006 P1 (objevil Robert H. McNaught 2006)
- kometa C/2013 A1 (objevil Robert H. McNaught 2013)